# Liste der Baudenkmale in Kotzen (Havelland)
In der Liste der Baudenkmale in Kotzen sind alle denkmalgeschützten Bauten der brandenburgischen Gemeinde Kotzen und ihrer Ortsteile aufgelistet. Grundlage ist die Veröffentlichung der Landesdenkmalliste mit dem Stand vom 31. Dezember 2021.

## Baudenkmale in den Ortsteilen
In den Spalten befinden sich folgende Informationen:
- ID-Nr.: Die Nummer wird vom Brandenburgischen Landesamt für Denkmalpflege vergeben. Ein Link hinter der Nummer führt zum Eintrag über das Denkmal in der Denkmaldatenbank. In dieser Spalte kann sich zusätzlich das Wort Wikidata befinden, der entsprechende Link führt zu Angaben zu diesem Denkmal bei Wikidata.
- Lage: die Adresse des Denkmales und die geographischen Koordinaten. Link zu einem Kartenansichtstool, um Koordinaten zu setzen. In der Kartenansicht sind Denkmale ohne Koordinaten mit einem roten beziehungsweise orangen Marker dargestellt und können in der Karte gesetzt werden. Denkmale ohne Bild sind mit einem blauen bzw. roten Marker gekennzeichnet, Denkmale mit Bild mit einem grünen beziehungsweise orangen Marker.
- Bezeichnung: Bezeichnung in den offiziellen Listen des Brandenburgischen Landesamtes für Denkmalpflege. Ein Link hinter der Bezeichnung führt zum Wikipedia-Artikel über das Denkmal.
- Beschreibung: die Beschreibung des Denkmales
- Bild: ein Bild des Denkmales und gegebenenfalls einen Link zu weiteren Fotos des Baudenkmals im Medienarchiv Wikimedia Commons

### Kotzen
| ID-Nr.   | Lage   | Bezeichnung | Beschreibung | Bild           |
| -------- | ------ | ----------- | --- | -------------- |
| 09150142 | (Lage) | Dorfkirche  | Im Ursprung ist die Kirche ein spätgotischer Bau. Im Jahre 1711 wurde die Kirche umfassend erneuert und umgebaut. Der Kanzelaltar im Inneren stammt aus dem Jahr 1712. An der südlichen Seite der Kirche befindet sich eine Patronsloge. Die Orgel stammt aus dem Jahr 1764. Die Glocken wurden 1557 und 1567 gegossen. | weitere Bilder |

### Kriele
| ID-Nr.   | Lage   | Bezeichnung                                                        | Beschreibung | Bild                                                               |
| -------- | ------ | ------------------------------------------------------------------ | --- | ------------------------------------------------------------------ |
| 09150143 | (Lage) | Dorfkirche                                                         | Die Kirche wurde in der Mitte des 14. Jahrhunderts erbaut. Im Westen der Kirche befindet sich ein Turm im spätgotischen Stil. Der unvollständige Kanzelaltar wurde 1737 errichtet, die Taufe im Jahre 1780. | weitere Bilder                                                     |
| 09150144 | (Lage) | Grabstätte für eine sowjetische Zwangsarbeiterin, auf dem Friedhof | | Grabstätte für eine sowjetische Zwangsarbeiterin, auf dem Friedhof |

### Landin
| ID-Nr.   | Lage   | Bezeichnung                               | Beschreibung | Bild                                      |
| -------- | ------ | ----------------------------------------- | --- | ----------------------------------------- |
| 09150145 | (Lage) | Dorfkirche                                | Die evangelische Kirche wurde Anfang des 18. Jahrhunderts erbaut, im 19. Jahrhundert wurden die Süd- und Ostseite erneuert. Im Inneren ein Kanzelaltar aus der Mitte des 18. Jahrhunderts.         | weitere Bilder                            |
| 09150146 | (Lage) | Pumpenwerk, am Havelländischen Hauptkanal | Das Pumpenwerk besteht aus einer Hebepumpe mit Vakuumansaugpumpe, welche in eine Fachwerkumhausung eingebaut wurde, und den dazugehörigen Ein- und Auslaufbauten. Errichtet wurde die Anlage 1916. | Pumpenwerk, am Havelländischen Hauptkanal |